# Wybory prezydenckie w Indonezji w 2004 roku
Wybory prezydenckie w Indonezji w 2004 roku odbyły się 5 czerwca (I tura) oraz 20 września (II tura). Wybory ostatecznie wygrał kandydat Partii Demokratycznej – Susilo Bambang Yudhoyono, zaś wiceprezydentem został Jusuf Kalla.

## I tura wyborów
W pierwszej turze wyborów obywatele Indonezji wybierali spośród pięciu kandydatur prezydenckich i wiceprezydenckich, przedstawionych przez pięć różnych komitetów wyborczych. Łącznie oddano 118 656 868 ważnych głosów. Najlepszy wynik osiągnął Susilo Bambang Yudhoyono, zdobywając 33,57% ważnie oddanych głosów. Drugi wynik osiągnęła ubiegająca się o reelekcję Megawati Soekarnoputri (26,61%). Ze względu na fakt, iż żaden z kandydatów nie uzyskał więcej niż połowy ważnie oddanych głosów, Generalna Komisja Wyborcza (KPU) zarządziła drugą turę głosowania.
| Kandydat                 | Ugrupowanie                            | Liczba głosów | Procent głosów |
| ------------------------ | -------------------------------------- | ------------- | -------------- |
| Susilo Bambang Yudhoyono | Partia Demokratyczna                   | 39 838 184    | 33,57          |
| Megawati Soekarnoputri   | Demokratyczna Partia Indonezji – Walka | 31 569 104    | 26,61          |
| Wiranto                  | Golkar                                 | 26 286 788    | 22,15          |
| Amien Rais               | Partia Mandatu Narodowego              | 17 392 931    | 14,66          |
| Hamzah Haz               | Zjednoczona Partia na rzecz Rozwoju    | 3 569 861     | 3,01           |
| Łącznie                  |                                        | 118 656 868   | 100            |

## II tura wyborów
W II turze ponownie zwyciężył Susilo Bambang Yudhoyono, zdobywając 60,62% głosów.
| Kandydat                 | Ugrupowanie                            | Liczba głosów | Procent głosów |
| ------------------------ | -------------------------------------- | ------------- | -------------- |
| Susilo Bambang Yudhoyono | Partia Demokratyczna                   | 69 266 350    | 60,62          |
| Megawati Soekarnoputri   | Demokratyczna Partia Indonezji – Walka | 44 990 704    | 39,38          |
| Łącznie                  |                                        | 114 257 054   | 100            |